# Republic Pictures
Republic Pictures es, desde marzo de 2023, un sello de adquisición exclusiva propiedad de Paramount Pictures. Su historia se remonta a Republic Pictures Corporation, un estudio cinematográfico estadounidense que operó originalmente desde 1935 a 1967, con sede en Los Ángeles, California. Tenía instalaciones de producción y distribución en Studio City, así como un rancho cinematográfico en Encino.
Republic era conocido por especializarse en westerns, seriales de suspense y películas de serie B que enfatizaban la acción y el misterio. El estudio también fue notable por desarrollar las carreras de estrellas del western tan famosas como Roy Rogers, Gene Autry y John Wayne. También fue responsable de la gestión financiera y la distribución de varias películas de gran presupuesto dirigidas por John Ford, así como una adaptación shakespeariana dirigida por Orson Welles.
Bajo la dirección supervisora de Herbert J. Yates, Republic era considerado un pequeño gran estudio cinematográfico, que llegó a producir casi 1.000 películas.

## Breve incursión en los dibujos animados
En 1946, Republic incorporó dibujos animados en Sioux City Sue, su película protagonizada por Gene Autry. Quedaron lo suficientemente bien hechos como para que el estudio empezara a mostrar interés en incursionar en los dibujos animados. Tras dejar Warner Bros. en 1946 (después de enfurecer, supuestamente, a sus compañeros de animación por tomar un crédito que no era realmente suyo), Bob Clampett se acercó a Republic y dirigió una sola caricatura, It's a Grand Old Nag, estrenada el 20 de diciembre de 1947 y protagonizada por el personaje equino Charlie Horse. La gerencia de Republic, sin embargo, tuvo sus dudas al estar pasando la compañía por una disminución de ganancias y descontinuó la serie. Clampett, que había producido la animación en su estudio de Bob Clampett Productions, Inc., firmó su dirección bajo el nombre de «Kilroy».
Republic lanzó, además, otra serie de dibujos animados en 1949 (esta vez sin Clampett). Era una de animación limitada de relatos de viajes satírica llamada Jerky Journeys, escrita y producida por Leonard Levinson a través de su productora Impossible Pictures, Inc., pero solo se llegaron a hacer cuatro cortos animados («Beyond Civilization to Texas», estranado el 15 de marzo de 1949; «The Three Minnies», estrenado el 15 de abril de 1949; «Romantic Rumbolia», estrenado el 1 de junio de 1949; y «Bungle in the Jungle», estrenado el 15 de junio de 1949).